# Can't Stand Losing You
"Can't Stand Losing You" é uma canção da banda de rock britânica The Police, lançada em seu álbum de estreia, Outlandos d'Amour, de 1978. Ela também foi lançada como single no ano seguinte, alcançando o segundo lugar na parada de singles do Reino Unido. Foi composta pelo vocalista e baixista Sting e fala sobre suicídio.

## Composição
"Can't Stand Losing You" apresenta letras que, de acordo com Sting, são "sobre um suicídio adolescente, que é sempre levado como piada". Também afirmou que a letra levou apenas cinco minutos para ficar pronta. Ela é musicalmente semelhante a "Roxanne", com ambas as músicas tendo uma influência do reggae e um refrão de rock. A música também faz uso do Echoplex. Sting canta os vocais principais, que ele descreveu como "cantando para cima e para baixo, estranho e agudo". "Dead End Job", o lado B de "Can't Stand Losing You", é baseado em um riff que Stewart Copeland escreveu na escola.

## Recepção
A revista Cash Box elogiou o poder do refrão e disse que "os vocais combinam facilmente com a energia dos instrumentais de três peças".
O single original foi banido pela BBC por causa da polêmica capa (uma capa alternativa foi lançada em alguns lugares). Como Sting descreveu: "A razão pela qual eles [a BBC] tiveram um problema com 'Can't Stand Losing You' foi porque a foto na capa do single tinha Stewart de pé em um bloco de gelo com uma corda no pescoço, esperando o gelo derreter". Apesar disso, ou talvez por causa da atenção extra da controvérsia, tornou-se o primeiro single do grupo a entrar nas paradas.

## Posição nas paradas musicais
O single original chegou ao número 42 no final de 1978, mas a reedição de junho de 1979 quase liderou as paradas de singles do Reino Unido, detida apenas por "I Don't Like Mondays" do The Boomtown Rats. "Can't Stand Losing You" também apareceu nas paradas de singles do Reino Unido em 1980, como parte da compilação Six Pack. O pacote alcançou o número 17 nas paradas do Reino Unido em junho de 1980. Em 1995, uma versão ao vivo da música foi lançada como single e alcançou o número 27 nas paradas.
| Parada (1978)                  | Melhor posição |
| ------------------------------ | -------------- |
| Reino Unido (UK Singles Chart) | 42             |

| Parada (1979)                     | Melhor posição |
| --------------------------------- | -------------- |
| Austrália (Kent Music Report)     | 98             |
| Bélgica (Ultratop 50 de Flandres) | 15             |
| Irlanda (IRMA)                    | 7              |
| Países Baixos (Dutch Top 40)      | 9              |
| Países Baixos (Single Top 100)    | 10             |
| Nova Zelândia (Recorded Music NZ) | 48             |
| Reino Unido (UK Singles Chart)    | 2              |

| Parada (1979)                  | Posição |
| ------------------------------ | ------- |
| Países Baixos (Dutch Top 40)   | 75      |
| Países Baixos (Single Top 100) | 94      |

## Certificações
| Região            | Certificação | Vendas   |
| ----------------- | ------------ | -------- |
| Reino Unido (BPI) | Prata        | 200,000^ |

## Apresentações ao vivo
A faixa instrumental "Reggatta de Blanc" do álbum de mesmo nome originou-se de uma jam session improvisada tocada durante apresentações ao vivo de "Can't Stand Losing You". Este instrumental ganhou o Grammy Award para Melhor Desempenho de Rock Instrumental em 1981.
A primeira apresentação televisiva do Police foi ao tocar a canção no programa The Old Grey Whistle Test em 1978. Sting usava um par de óculos de sol grandes como resultado de um acidente com uma lata de spray de cabelo durante a maquiagem, o que exigiu uma ida ao hospital.